# Lambiotte (entreprise)
Pour les articles homonymes, voir Lambiotte.
De 1886 jusqu’à sa fermeture en 2002, l’usine Lambiotte de Prémery (Nièvre) a été l’un des principaux sites européens producteurs de charbon de bois. Elle était d’abord destinée à la carbonisation du bois des forêts neversoises. Son activité a ensuite englobé la distillation des liquides issus de cette carbonisation et la production de nombreux produits chimiques. Prémery devient alors un lieu majeur de la chimie du bois. Mais les erreurs stratégiques ajoutées à une gestion minimale des déchets en font un des sites les plus pollués de France.
Devenu en 2002 un site orphelin (sans propriétaire capable de prendre en charge la gestion des déchets), le site est en cours de dépollution par l’État.

## Histoire
C’est en 1886 que la famille Lambiotte (les frères Ludolphe, Georges et Auguste) venue de Belgique décide d'implanter à Prémery une usine de production de charbon de bois et de produits chimiques dérivés du bois. Sous l’action de la chaleur, le bois se décompose par pyrolyse en charbon de bois et en acide pyroligneux. Ce dernier peut être distillé pour donner principalement de l'acide acétique et du méthanol. L’arrêté préfectoral autorisant l’activité est signé en juin 1895.
À partir de l’acide acétique et du méthanol, la société produit aussi du méthanal, divers acétates, des arômes, etc.
Dans les années 1940, Charles Coutor, ingénieur chez Lambiotte, met au point des fours verticaux pour la carbonisation du bois en continu. En 1947 et 1953, deux fours sont installés à Prémery. L’entreprise vendra des licences pour la construction de ces fours dans le monde entier.

## Attaques de la résistance 43-44
- Nuit du 30 avril au 1er mai 1943 : incendie du dépôt de bois.
- Nuit du 28 au 29 avril 1944 : destruction de la centrale électrique à l'explosif, privant Premery d’électricité, lumière et force et mettant l'industrie à l'arrêt.
- Nuit du 2 au 3 mai 1944 : destruction de l’alcoolerie et de 100 000 litres d’alcool. L’usine est arrêtée jusqu’au 30 juin. Aucune livraison allemande n’a lieu en mai et juin.
- Réquisitions : A partir de 1944, elles sont le fait des Allemands et des résistants. Les cibles principales sont le carburant (acétate de méthyle), le charbon de bois pour les gazogènes, des véhicules (tracteur, remorque), des pièces détachées, des pneus, de l’outillage et des tissus stockés pour la fabrication des toiles enduites. Des documents des autorités de l'époque sont consultables sur le  site des archives de la Nièvre[3],[4],[5].

Durant la Seconde Guerre mondiale, la famille Lambiotte aida la résistance de Prémery en leur fournissant de l'alcool de bois, afin de faire fonctionner leurs voitures.[réf. nécessaire]
En 1964, les descendants de la famille Lambiotte vendent la société qui est scindée en plusieurs entités :
- la Société Bois et Scieries de la Nièvre (BOSNI) : exploitation du bois, parquets, traverses de chemins de fer ;
- la société des Usines Lambiotte (USL) : production de charbon de bois et produits issus de la carbonisation ;
- la Société Nouvelle des Produits Lambiotte Frères (SNPLF) : produits chimiques, colles pour chaussures, etc.

Les produits chimiques fabriqués sont alors : acide acétique, acide formique, acétate de sodium, solvants, produits pour tannerie, arômes alimentaires.
USL périclite peu à peu à cause de la concurrence des produits issus du pétrole. Par divers rachats, l'entreprise est acquise par la société Ugine, puis Péchiney, Elf Atochem avant d'être revendue à des investisseurs privés.
En 1989, la SNPFL prend le nom de Borden division Lambiotte puis Mydrin Lambiotte en 1995. C’est Bostik, filiale de Total, qui reprend l’entreprise en 1998 avant que le site ne soit mis en liquidation judiciaire en 2002.
Ecoprem puis Collectoil reprennent alors une activité de traitement des huiles sur le site avant d’être mis en liquidation judiciaire en juillet 2011.
Dès lors, le site est déclaré orphelin (sans propriétaire capable de gérer les déchets présents) et est en cours de dépollution par l’État.
La démolition du site, entamée le 28 juin 2016, a été marquée par la destruction à l'explosif des trois plus hautes structures de l'usine le 28 octobre 2016, modifiant ainsi le paysage de la ville.